# Ostrołęckie Spotkania z Piosenką Kabaretową

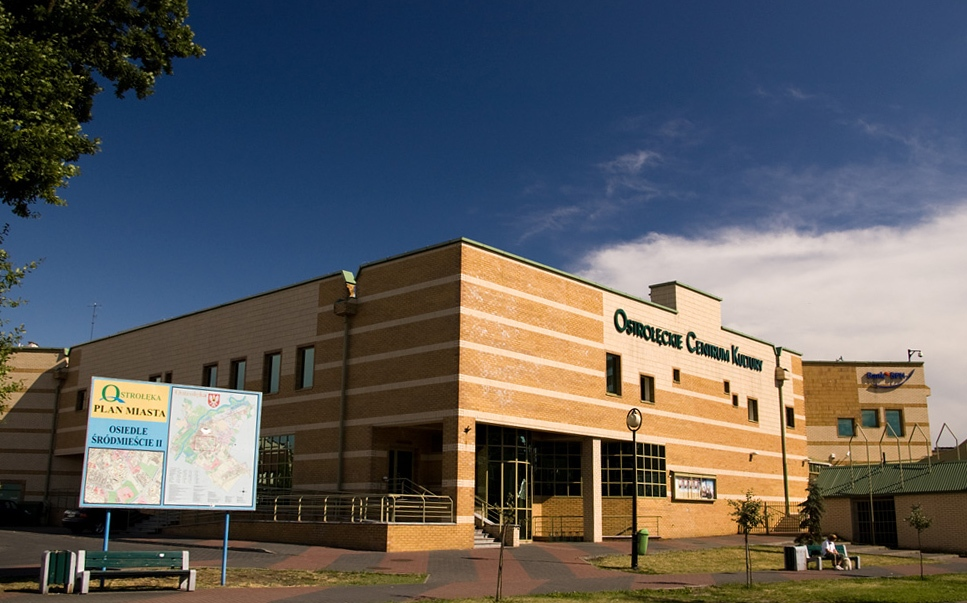
Budynek Ostrołęckiego Centrum Kultury – tutaj odbywa się OSPA

Ostrołęckie Spotkania z Piosenką Kabaretową (OSPA) – festiwal piosenki kabaretowej odbywający się corocznie od 1985 w Ostrołęce, zawsze w listopadzie. Organizatorem imprezy jest Ostrołęckie Centrum Kultury.
OSPA to konkurs, w którym biorą udział soliści i zespoły kabaretowe, stojący u progu kariery wykonawcy profesjonalni oraz amatorzy z różnych stron kraju.
Każdy wykonawca zgłasza do konkursu dwa utwory, których łączny czas trwania nie może przekroczyć 10 minut. W konkursie nie mogą brać udziału piosenki wcześniej nagrodzone na OSPIE.
Z festiwalem wiążą się także imprezy towarzyszące z udziałem artystów zawodowych, gazetka festiwalowa, konkursy dla publiczności, akcje promocyjne sponsorów. W ostatnich latach gościnnie występowały tutaj takie kabarety, jak m.in.: Dno, Hrabi, Kabaret Moralnego Niepokoju, Koń Polski, Łowcy.B, Neo-Nówka, a także konferansjerzy – Artur Andrus, Piotr Bałtroczyk, czy Tomasz Jachimek.